# Jonas Jacobsson Gjörtler
Hans Jonas Jacobsson Gjörtler, född Jacobsson  8 augusti 1973 i Gustav Adolfs församling i Helsingborg, är en svensk  moderat politiker som var riksdagsledamot från 2010 till 2018 för Skåne läns västra valkrets. Han hade plats 256 i riksdagen. Jacobsson Gjörtler var vice ordförande i Utrikesutskottet och utrikespolitisk talesperson för Moderaterna från december 2017. Han har tidigare varit gruppledare för Moderaterna i Miljö- och jordbruksutskottet, ledamot i Finansutskottet, ledamot i Näringsutskottet och suppleant i Trafikutskottet.
Jonas Jacobsson Gjörtler engagerade sig i Moderata Ungdomsförbundet under gymnasietiden och blev ordförande för den lokala föreningen. Han var distriktsordförande för MUF Malmöhus 1999 och genomförde en sammanslagning med granndistriktet, MUF i Norra och Östra Skåne, 2000. Vid sammanslagningen bildades MUF Skåne och Jacobsson Gjörtler var distriktets förste ordförande 2000-2001. Han utsågs till hedersledamot i distriktet 2006. Han var ledamot i MUF:s förbundsstyrelse 2000–2002.
Jacobsson Gjörtlers första politiska förtroendeuppdrag var som ersättare i Servicenämnd Centrum i Helsingborgs kommun 1992–1994. Därefter följde flera förtroendeuppdrag på kommunal och regional nivå, bland annat kommunfullmäktige i Helsingborg 1994–2002, kommunstyrelsen 1998–2002 och regionfullmäktige i Skåne 1998–2002. Under åren 2003–2010 var Jacobsson Gjörtler verksam i näringslivet och hade då inga politiska uppdrag. Han var 2011–2015 ordförande för Helsingborgsmoderaterna.
Jacobsson Gjörtler ställde inte upp för omval i riksdagsvalet 2018. Han har idag förtroendeuppdrag som ordförande i NSVA, vice ordförande i Sydvatten samt ledamot i riksbanksfullmäktige.